# VC-1
VC-1 è il nome informale dello standard SMPTE 421M per la compressione dei filmati video in alta definizione sviluppato inizialmente da Microsoft. Le specifiche ufficiali sono state distribuite il 3 aprile 2006 dalla SMPTE (Society of Motion Picture and Television Engineers) e viene utilizzato negli HD DVD, Blu-ray Disc ed in Windows Media 9.
Ne esistono 3 versioni: semplice, principale e avanzata. Esse differiscono per la complessità dei calcoli necessari alla codifica/decodifica. La massima implementazione supporta una risoluzione di 2048x1536@24Hz, con 135 Mbit/s di bit rate massimo.
Gli sforzi profusi nel miglioramento delle compressione hanno come conseguenza un consistente impiego di risorse hardware per la decodifica, per questo i normali lettori da tavolo DivX, sebbene abbiano il firmware aggiornabile non sono in nessun caso in grado di supportare questo formato.
Viene utilizzato nei Blu-ray Disc e il suo concorrente diretto è il formato AVC o H.264 (MPEG-4 parte 10).
VC-1 è il formato di compressione usato anche dai giochi Xbox 360 nei filmati video ad alta definizione (1280x720).